# Hulda Guzmán
Hulda Guzmán (nascida em 1984, Santo Domingo, República Dominicana) é uma pintora figurativa cujo trabalho frequentemente retrata cenários tropicais e motivos naturais.
Suas pinturas geralmente incluem elementos de realismo mágico e ambientes oníricos. Ela vive e trabalha na República Dominicana. Ela recebeu um BA da Escola de Design Altos de Chavón na República Dominicana e um segundo BA em Pintura Mural & Fotografia da Escola Nacional de Artes Visuais, México.

## Trabalho
Guzmán trabalha em guache e acrílico. Seu trabalho é frequentemente comparado ao surrealismo e ao pontilhismo. Ela atribui Rousseau e Van Gogh como inspirações, assim como o ukiyo japonês. Seu estúdio é cercado por natureza e localizado em Lanza del Norte, Samaná e ffoi projetado por seu pai, o arquiteto Eddy Guzmán.
“Eu costumava me interessar muito mais por retratos e desenhos em particular, especialmente desenhos da figura humana, contornos de rostos e anatomia em geral. Agora estou mais interessada em paisagens e natureza, mas também em como a narrativa e a contação de histórias entram no meu trabalho. Eu diria que durante a pandemia realmente mergulhei em retratar paisagem. Descobri que contemplar a natureza e pintar plantas e árvores me ajudou a trazer minha atenção de volta ao momento presente. A natureza desviou minha mente do medo e da ansiedade."

## Coleções Internacionais
Seu trabalho está incluído nas coleções de muitos museus, incluindo o Pérez Art Museum Miami , Museu de Arte de Denver, Colorado; San Francisco Museum of Modern Art, em São Francisco, California; Instituto de Arte Contemporânea de Miami, Florida; e o Museu de Arte de São Paulo, no Brasil.